# Vita e destino
Vita e destino (in russo Жизнь и судьба?, Žizn' i sud'ba) è un romanzo di Vasilij Grossman scritto in Unione Sovietica nel 1959 e pubblicato in Svizzera nel 1980.
Inizialmente fu concepito dall'autore come la seconda parte di un grande libro sulla seconda guerra mondiale, seguendo, con l'ampiezza e la generosità tipica del romanzo ottocentesco, molti destini individuali che si intrecciano con le vicende del conflitto tra l'URSS e la Germania nazista. Come corrispondente di guerra per quasi tre anni, egli seguì tutte le fasi del conflitto fra Tedeschi e Sovietici, raccontando per primo il genocidio degli ebrei nell'Europa orientale e fu presente a molte famose battaglie. La scrittura di Vita e destino fu motivata in parte dal senso di colpa che provava per la morte della madre, Ekaterina Savel’evna, assassinata nei massacri di Berdychiv, città natale dello scrittore, compiuti dai tedeschi, che gettarono trentamila corpi in un'enorme fossa comune nel settembre 1941.
Formalmente, Vita e destino è la continuazione di Per la giusta causa (o anche Per una giusta causa), tradotto in italiano nel 2022 col titolo Stalingrado, quello fortemente voluto dall'autore. Stalingrado/Per la giusta causa è un romanzo solenne sulla battaglia di Stalingrado, vissuta dallo scrittore interamente al fronte come corrispondente della rivista dell'Esercito sovietico Krasnaja Zvezda; benché scritto nello stile del realismo socialista con Stalin ancora vivente, il testo addensò comunque sull'autore gli strali della critica ufficiale che imputava al libro peccati ideologici.
Vita e destino fu il frutto di una lenta maturazione personale, favorita dal fatto che Grossman, un ebreo russo, dopo la fine della guerra vide tradite le speranze, sue e di tutti i sovietici, in un miglioramento del regime comunista, e fu dolorosamente colpito dalla subdola campagna antisemita dilagante al tempo. Stalin vietò che si parlasse degli Ebrei come delle principali vittime dei nazisti, e della Shoah come genocidio del popolo ebraico, facendo vietare la pubblicazione del Libro nero di Grossman. Cosa inaudita al tempo del canone del realismo socialista, Grossman accostò i sistemi repressivi e propagandistici tedesco e sovietico e assimilò nazismo e comunismo. Ciò era intollerabile per il regime di Mosca, il quale, dopo la destalinizzazione, sosteneva la tesi dello stalinismo come degenerazione della rivoluzione comunista, mentre Grossman demoliva l'edificio ideologico stesso sul quale si appoggiava la nomenklatura. Era questa la «bomba atomica» tanto temuta dal regime. Portato alla redazione di una rivista sovietica per la pubblicazione, destò le ire del segretario generale del PCUS Nikita Chruščëv, a cui Grossman, ingenuamente, scrisse per ottenerne l'appoggio.
La scena del romanzo si svolge in molti luoghi: a Stalingrado, città simbolo di difesa e di lotta contro il nazismo, ma anche luogo simbolo dell’URSS e del potere di Stalin, nei gulag sovietici, nei campi di concentramento nazisti, a Mosca, sia nei palazzi del potere ma anche nelle celle della Lubjanka, nella provincia russa. 
Vita e destino fu bandito nell'URSS come Il dottor Živago e la polizia politica sequestrò tutte le copie dattiloscritte. Fu pubblicato postumo all'estero: prima in Svizzera grazie all'editore Vladimir Dimitrijević, in un'edizione incompleta, poi in Francia. Il libro uscì in lingua russa solo nel 1989 nell'URSS, durante il clima di apertura della glasnost, dopo che nel 1988 era stato serializzato su una rivista.

## Trama
(George Steiner)
Lungo il settore meridionale del fronte orientale, tra il Don e il Volga, infuriano i sanguinosi combattimenti tra l'Armata Rossa e le forze tedesche della Wehrmacht per il controllo della città di Stalingrado. Dopo una prolungata, efficace resistenza all'interno delle rovine della città, l'Armata Rossa sferra una controffensiva generale a partire dal 19 novembre 1942 e accerchia completamente la 6 Armee del generale Paulus che sarà infine costretta alla resa; la battaglia di Stalingrado si conclude segnando la prima vittoria di Stalin e dell'Unione Sovietica.
Nello scenario dello scontro mortale tra i due grandi Regimi totalitari, si compiono i destini di persone comuni: soldati al fronte, famiglie che li aspettano, medici e infermieri negli ospedali da campo, operai nelle fabbriche di guerra, ufficiali, ebrei nei lager nazisti, prigionieri politici nei campi di concentramento sovietici.
Mentre la Storia fa il suo corso, l'autore racconta quelle piccole, grandi storie degli esseri umani attraverso i dialoghi e un'intricata rete di rapporti interpersonali; si narra senza retorica dei sentimenti, delle passioni, delle contraddizioni insite nell'animo umano; traspare sovrana la convinzione di chi scrive circa l'insopprimibile anelito di libertà dell'uomo. Un bisogno di libertà così invincibile per cui anche i peggiori totalitarismi prima o poi sono destinati a soccombere.

## Storia del manoscritto
(parole rivolte dall'ideologo del PCUS Michail Suslov a Grossman)
«Ho appena terminato un grande romanzo a cui ho lavorato per quasi dieci anni» così Grossman scrive a un amico in una lettera del 1960. Ad ottobre di quell'anno presenta Vita e destino alla rivista sovietica Znamja (Знамя: bandiera). Vadim Koževnikov, caporedattore della rivista, letto il manoscritto, informa i funzionari politici bloccandone la pubblicazione, senza dire nulla all'autore e rinunciando agli anticipi corrisposti a Grossman che ammontavano a 16.587 rubli, una somma notevole per l'epoca.
Il Comitato incaricato dell'esame delle pubblicazioni esamina il romanzo il 19 dicembre 1960, trovandolo "anti-sovietico". Il 14 febbraio 1961, alle 11.40 del mattino, il KGB fa irruzione nell'appartamento di Grossman sulla Begovaja e sequestra il manoscritto, le carte carbone, gli appunti, le copie e persino i nastri delle macchine da scrivere.
Grossman protesta contro questo sequestro scrivendo una lettera a Nikita Chruščëv, che allora era il segretario del Partito comunista, subentrato a Stalin. Non sapeva però che Chruščëv aveva un'autentica antipatia nei suoi confronti, risalente ai tempi di Stalingrado, quando lo stesso Chruščëv era commissario in capo del Partito per le operazioni di guerra e si era aspettato, invano, che Grossman gli facesse un'intervista.

Così scrive Grossman nella sua lettera a Chruščëv:
" Io chiedo di restituire la libertà al mio libro, affinché di esso parlino e discutano con me dei redattori, e non i collaboratori del Comitato di Sicurezza Nazionale. Non c'è senso, non c'è verità nell'attuale stato delle cose – nella mia libertà materiale, quando il libro al quale ho dedicato la vita si trova in prigione – visto che io l'ho scritto, visto che non l'ho rinnegato e non lo rinnegherò. Ritengo, come prima, di aver scritto la verità, di averla scritta amando e compiangendo gli uomini, credendo negli uomini. Io chiedo la libertà per il mio libro…"
Così, per mesi, Grossman attende una risposta, finché il 23 luglio 1962 lo scrittore viene ricevuto da Michail Suslov, capo della sezione ideologica del Partito che, a nome del Comitato centrale, gli comunica che, se pubblicato, il libro avrebbe potuto arrecare un danno all'Unione Sovietica incomparabilmente più grande di quello provocato dal Dottor Živago di Pasternak e persino degli scritti di Solženicyn. Suslov dice a Grossman: “Il suo libro corre il rischio di non vedere la luce prima di due o trecento anni”. E ancora: “Perché mai alle bombe atomiche dei nostri nemici dovremmo aggiungere il suo libro?”
Prima della perquisizione e del sequestro operato nella sua casa nell'autunno del 1960, Grossman aveva chiesto all'amico poeta Semën Lipkin un parere sulle possibilità di pubblicazione del romanzo; questi gli aveva consigliato di consegnargli una copia dattiloscritta. In seguito, Grossman fece una seconda copia dattiloscritta, integrata da molte correzioni autografe, consegnandola all'amico Vjačeslav Ivanovič Loboda, che la nascose nella sua casa di Malojaroslavec.
Dopo il sequestro della sua opera Grossman diventa un "esiliato in patria", come accade agli scrittori sospettati di "attività antisovietiche". Spiato ogni suo movimento e registrata ogni visita, vive gli ultimi anni di vita in un piccolo appartamento della cooperativa degli scrittori. Si ammala di tumore, forse aggravato dal suo stato depressivo: muore a 59 anni il 14 settembre 1964, senza aver visto la pubblicazione del libro e senza sapere che fine avesse fatto il manoscritto originale della sua opera. Un necrologio senza fotografia a firma dell'amico scrittore Il'ja Grigor'evič Ėrenburg viene pubblicato sul giornale dell'Unione degli Scrittori, ma i censori eliminano dal testo qualsiasi riferimento all'opera dello scrittore.
Dieci anni dopo la morte di Grossman, nel 1974 Lipkin decide di portare clandestinamente in Occidente la prima copia di Vita e destino, ovvero quella che aveva prima nascosto in una borsa nella sua dacia a Peredelkino e più tardi spostato, affidandola a Elena Makarova e Sergej Makarov che l'avevano conservata nel solaio della loro casa a Chimki vicino a Mosca (Elena Makarova era la figliastra di Lipkin). Lipkin decide di fotografare il libro in due microfilm: il primo con l'aiuto dello scrittore satirico dissidente Vladimir Vojnovič, il secondo con la collaborazione di Andrej Sacharov, il celebre scienziato nucleare e noto oppositore politico, e di sua moglie Elena Bonnėr. Questi ultimi copiano Vita e destino nel loro laboratorio clandestino, allestito nel bagno della loro casa di Mosca.
Nel 1978 i microfilm sono affidati alla ricercatrice austriaca Rosemarie Ziegler, esperta in slavistica, la quale riesce a passare il confine sovietico nascondendo i microfilm in una piccola scatola. Arrivata a Parigi consegna i microfilm al critico e filologo Efim Etkind, il quale era stato cacciato dal regime di Mosca per aver aiutato Solženicyn. Etkind sonda la possibilità di pubblicare in Francia il romanzo, ma non trova alcun riscontro. Il manoscritto arriva quindi in Svizzera, a Losanna, dove l'editore serbo Vladimir Dimitrijević si dimostra interessato alla pubblicazione. Etkind, insieme ad un altro filologo, Simon Markiš, si impegnano quindi per mesi nel lavoro di decifrazione delle oltre mille pagine del libro microfilmate. Viene svolto un accurato lavoro per mettere insieme le varie parti del romanzo che la qualità pessima dei microfilm aveva lasciato incomplete.
Alla fine, nel 1980 la casa editrice di Ginevra L'Âge d'Homme di Dimitrijević pubblica la prima edizione di Vita e destino e la presenta alla Fiera del libro di Francoforte, lasciando basiti i dirigenti sovietici. Su questa edizione si basano le prime traduzioni, compresa quella in italiano pubblicata nel 1984 da Jaca Book. Con l'inizio della politica della glasnost' di Michail Gorbačëv, nel 1988 Vita e destino viene pubblicato a puntate in Unione Sovietica nella rivista Oktjabr' e poi in volume, dall'editore Knišnaja Palata.
La seconda copia del romanzo, con le correzioni autografe dell'autore è intanto rimasta nella custodia di Vjačeslava Loboda nella sua casa di Malojaroslavec, a 150 km da Mosca. Alla morte di Loboda, la moglie Vera Ivanovna continua a tenerla nascosta in cantina e solo dopo l'uscita in URSS dell'edizione di Losanna, decide di consegnarla agli eredi di Grossman. Si tratta dell'edizione integrale del romanzo, che viene pubblicata a Mosca nel 1989. L'intestazione recita: “Secondo il manoscritto dell'autore”. Sulla base di questa nuova edizione si basa la nuova traduzione in italiano di Vita e destino pubblicata in Italia nel novembre 2008 per le edizioni Adelphi. Oggi quella copia è conservata alla Houghton Library dell'Università di Harvard.
Nel luglio 2013 è stata organizzata una solenne cerimonia durante la quale Sergej Smirnov, vice direttore del Servizio federale per la sicurezza della Federazione russa e il Ministro della cultura Vladimir Medinskij hanno consegnato alla figlia di Grossman, Ekaterina Korotkova, il manoscritto e i documenti sequestrati nel 1961 dal KGB allo scrittore: si tratta di 13 scatole contenenti l'ultima versione del romanzo, copie dattiloscritte e oltre undicimila fogli manoscritti, appunti, varianti. Questa documentazione è stata resa disponibile al pubblico presso l'Archivio di Stato russo della letteratura e dell'arte. La decisione di spostare i documenti dal vecchio deposito del KGB è stata giustificata dall'“importanza e unicità dei manoscritti di Vasilij Grossman", ha detto Smirnov. "Questa è la liberazione del libro", ha dichiarato la figlia di Grossman.

## I temi del romanzo
Grossman descrive lucidamente nell'opera il regime totalitario sovietico, il sistema di terrore instaurato, la vita nei campi di detenzione, la complessa e spietata personalità di Stalin. Grossman critica Stalin in moltissimi passaggi del libro come ad esempio:
Si decidevano le sorti di calmucchi e tatari di Crimea, di balkari e ceceni che, sempre per volontà di Stalin, sarebbero stati deportati in Siberia e Kazakistan, perdendo il diritto a ricordare la propria storia e a insegnarla ai figli nella lingua materna.
Più esplicitamente Grossman in un dialogo tra un detenuto sovietico (Mostovskoï, un vecchio bolscevico) e un ufficiale delle SS (Liss, un rappresentante di Himmler nel campo) fa dire a quest'ultimo un parallelo tra il regime staliniano e quello hitlerano:
Quando io e lei ci guardiamo in faccia, non vediamo solo un viso che odiamo. È come se ci guardassimo allo specchio. È questa la tragedia della nostra epoca. Come potete non riconoscervi in noi, non vedere in noi la vostra stessa volontà? Il mondo non è forse pura volontà anche per voi? Vi si può forse indurre a esitare? Vi si può fermare?». Liss avvicinò il viso a quello di Mostovskoj. «Mi segue? Non parlo bene la sua lingua, ma vorrei che mi capisse. Voi credete di odiarci, ma è solo un'impressione: odiando noi odiate voi stessi. Tremendo, vero? Mi capisce?».

## Personaggi
Al centro delle vicende c'è la famiglia Šapošnikov e la cerchia di personaggi che ruotano attorno ad essa; in particolare vengono narrate le vite di:
- Šapošnikova, Aleksandra Vladimirovna, l'anziana madre di famiglia, la quale preferisce continuare a vivere nella propria casa, bombardata e ormai priva anche del tetto, piuttosto che essere di peso per le figlie;
- Šapošnikova, Ljudmila Nikolaevna, moglie di Strum e madre inconsolabile del figlio Tolja;
- Štrum, Viktor Pavlovič (indicato anche con il diminutivo Vitja o Viten'ka) marito di Ljudmila Nikolaevna, fisico e membro dell'Accademia delle Scienze che si rifiuta di sottomettere l'empiricità della scienza all'ideologia del Partito. È innamorato della moglie di un collega;
- Abarčuk, primo marito di Ljudmila, arrestato nel 1937;
- Šapošnikov, Anatolij (indicato spesso col diminutivo Tolja), figlio di Ljudmila Nikolaevna e di Abarčuk, soldato. Muore durante l'assedio di Stalingrado;
- Semenova, Anna, madre di Strum;
- Nadja, figlia di Ljudmila e Viktor, ribelle e comprensiva verso i genitori;
- Šapošnikova, Evgenija Nikolaevna (indicata anche col diminutivo Zenja), sorella di Ljudmila, incerta tra il nuovo amore per il colonnello Pëtr Pavlovic Novikov, comandante di un corpo di carristi che svolgerà un compito importante durante l'operazione Urano, e la lealtà e l'affetto per Krymov;
- Krymov, Nikolaj Grigorevič, ex marito di Evgenija Nikolaevna, commissario dell'Armata Rossa comunista ortodosso che si ritrova accusato di cospirazione contro lo Stato sovietico e rinchiuso alla Lubjanka;
- Spiridinova, Mar'ja Nikolaevna (o anche Marusja) sorella di Ljudmila Nikolaevna Šapošnikova, annegata nel Volga durante la fuga dall'assedio dei nazifascisti;
- Spiridonov, Stepan Fëdorovič, direttore della centrale elettrica di Stalingrado e marito di Mar'ja Nikolaevna Spiridinova;
- Spiridinova, Vera, figlia di Stepan Fëdorovič e di Mar'ja Nikolaevna Spiridinova;
- Šapošnikova, Sofia Nikolaevna (o anche Sonja), sorella maggiore di Ljudmila, morta di difterite;
- Šapošnikov, Dmitrij (o anche Mitja) fratello maggiore delle sorelle Šapošnikova, scomparso nelle purghe staliniane del 1937;
- Šapošnikov, Sergej (detto anche Sereza) figlio di Dmitrij soldato nella postazione 6/1;

Personaggi alla Casa 6/1 luogo di resistenza estrema e punta avanzata contro i tedeschi a Stalingrado:
- Grekov, coraggioso e carismatico capitano, comandante degli uomini della casa 6/1;
- Anciferov, sergente maggiore, comandante di distaccamento del Genio;
- Batrakov, sottotenente;
- Bunicuk, sottotenente
- Cencov, componente della squadra addetta ai mortai;
- Klimov, esploratore;
- Kolomejcev, artigliere;
- Lampasov, goniometrista;
- Ljachov, esploratore;
- Lopatin, comandante del reggimento obici,
- Magid, comandante della brigata lanciarazzi
- Perfilev, soldato;
- Poljakov soldato;
- Vengrova, Katja, telegrafista;
- Zubarev, comandante di fanteria.

Personaggi nella steppa calmucca:
- Darenski, tenente colonnello;
- Alla Sergeevna, moglie di un comandante;
- Klavdija, moglie del rappresentante del Soviet militare
- Bova, tenente colonnello, capo del battaglione fucilieri.

Personaggi del corpo carristi e amici di Getmanov a Ufa:
- Belov, comandante della II brigata;
- Charitonov, autista
- Fatov, capitano, comandante di battaglione;
- Getmanov, Dementij Trifonovic, segretario di partito in una delle regioni dell'Ucraina occupate dai tedeschi, poi nominato commissario del corpo carristi degli Urali;
- Galina Terent'evna, moglie di Getmanov;
- Karpov, comandante della I brigata;
- Makarov, comandante della III brigata;
- Neudobnov Michail Petrovic, generale, capo di stato maggiore;
- Novikov, Petr Pavlovic, colonnello
- Verskov, attendente.
- Maščuk, vecchio compagno di Getmanov di Kiev che lavora per gli organi di sicurezza;
- Sagajdak, cognato di Getmanov e responsabile della sezione propaganda del Comitato centrale dell'Ucraina.

Componenti dello stormo di aerei da caccia della riserva:
- Berman, commissario di reggimento;
- Erëmin, tenente, pilota;
- Golub, istruttore politico, coinquilino di Viktorov;
- Korol', tenente, pilota;
- Martynov, Vanja, comandante di squadriglia;
- Skotnoj, Vanja, tenente pilota e coinquilino di Viktorov;
- Solomatin, tenente, pilota;
- Velikanov, tenente, pilota;
- Viktorov, tenente, pilota, amante di Vera Spiridonova;
- Zakabluka, maggiore, comandante dello stormo.

Colleghi e amici di Viktor Pavlovič Štrum nel laboratorio e nell'Istituto di fisica:
- Bad'in, responsabile della sezione scientifica del Comitato centrale,
- Čepyžin, Dmitrij Petrovič, direttore dell'Istituto;
- Dubenkov, capo del personale;
- Gavronov, specialista in storia della fisica;
- Gurevič, professore;
- Kovčenko, Kas'jan Terent'evič, nuovo vicedirettore dell'Istituto;
- Lošakova, Anna Stepanovna, capoassistente di laboratorio;
- Markov, Vjaceslav Ivanovic, fisico sperimentale;
- Nozdrin, Stepan Stepanovič, tecnico del laboratorio, esperto di meccanica;
- Perepelicyn, elettrotecnico del laboratorio, esperto di elettricità;
- Pimenov, direttore amministrativo dell'Istituto a Kazan';
- Postoev, fisico;
- Ramskov, segretario del comitato di partito dell'Istituto;
- Savost'janov, fisico;
- Sišakov, Aleksej Alekseevič, nuovo direttore dell'Istituto;
- Sokolov, Pëtr Lavrent'evič, matematico nel laboratorio;
- Sokolova, Mar'ja Ivanovna (o anche Maša o Mašenka), moglie di Pétr Lavrent'evic;
- Svečin, del laboratorio di fisica magnetica;
- Weisspapier, Anna Naumovna, fisica.

Amici di Viktor Pavlovič Štrum a Kazan':
- Artelev, Vladimir Romanovič, ingegnere chimico, padrone della casa di Sokolov
- Karimov, Achmet Usmanovič, traduttore
- Mad'jarov, Leonid Sergeevič, storico, fratellastro di Sokolov

Personaggi nel lager tedesco:
- Černecov, ex-menscevico;
- Eršov, maggiore ufficiale russo;
- Guardi, prete italiano;
- Gudz’, generale;
- Ikonnikov, ex-tolstojano;
- Kirillov, maggiore russo;
- Kotikov, maggiore russo;
- Liss, Sturmbannführer;
- Mostovskoj, Michail Sidorovič, vecchio bolscevico;
- Nikonov, maggiore;
- Osipov, commissario di brigata;
- Zlatokrylec, colonnello.

Personaggi nel treno e nel lager tedesco:
- Borisovna, Musja, bibliotecaria;
- Buchman, Rebecca, parente di David;
- Chmel'kov, Anton, prigioniero in servizio all'ingresso della camera a gas;
- David, bambino;
- Kaltluft, Sturmbannführer, comandante del Sonderkommando;
- Levinton, Sof'ja Osipovna, medico militare;
- Rosenberg, Naum, contabile;
- Karasik, Nataša, ragazza;
- Janklevic, Lazar', meccanico;
- Samulovna Debora, moglie di Lazar' Janklevic;
- Vinokur, Musja, ragazza di quattordici anni;
- Žučenko, Trofim, prigioniero di guerra in servizio all'ingresso della camera a gas;

Personaggi nel lager sovietico:
- Abarčuk, detenuto, primo marito di Ljudmila;
- Barchatov, criminale, aiutante di Abarčuk;
- Dolgorukij, vecchio principe e mistico;
- Konaševič, russo ex-meccanico-aviatore ed ex- campione di boxe;
- Magar, vecchio bolscevico;
- Mišanin, capitano;
- Monidze, già membro del presidium dell'Internazionale comunista giovanile;
- Neumolimov, comandante di cavalleria nella guerra civile;
- Perekrest, caposquadra della brigata mineraria;
- Rubin Abraša Abram Efimovič, infermiere;
- Stepanov, giovane professore dell'Istituto di Economia;
- Trjufelev, infermiere;
- Tungusov, vecchio ufficiale di cavalleria
- Ugarov Kol'ka, giovane ladro;
- Zarokov, criminale, capobaracca di Abarčuk.

Personaggi alla Lubjanka:
- Krymov, Nikolaj Grigor'evič, ex marito di Zenja (Evgenija Nikolaevna Šapošnikova);
- Dreling, menscevico;
- Bogoleev, storico dell'arte e poeta;
- Kacenelenbogen, detenuto.

Personaggi alla Centrale idroelettrica di Stalingrado:
- Andreev, guardiano alla Centrale;
- Nikolaev, segretario di partito;
- Kamyšov, ingegnere.

Personaggi a Kujbyšev:
- Jenny Heinrichovna, ex governante della famiglia Šapošnikova;
- Šarogorodskij, Vladimir Andreevič, aristocratico in esilio;
- Limonov, letterato moscovita che era stato amico del padre di Evgenija Šapošnikova;
- Rizin, tenente colonnello, capo dell'ufficio progetti per cui lavorava Evgenija Šapošnikova;
- Grišin, responsabile dell'ufficio documenti;
- Glafira Dmitrievna, responsabile dell'appartamento.

Ufficiali e soldati dell'Armata Rossa a Stalingrado realmente esistiti:
- Eremenko, Andrej Ivanovič, generale, comandante in capo del fronte di Stalingrado, e di cui ha diretto la prima fase difensiva per poi prendere parte alla fase offensiva (operazione Urano), contribuendo all'accerchiamento delle forze tedesche;
- Zacharov, Matvej Vasilevič, capo di Stato Maggiore;
- Chujkov, Vasily Ivanovich, generale, comandante della 62ª Armata;
- Krylov, Nikolai Ivanovich, capo di Stato Maggiore;
- Gurov Kuz'ma, generale, commissario capo;
- Podžarskij, generale;
- Batjuk, Nikolaj Filipovič, tenente colonnello, comandante della 284ª divisione di fanteria dell'Armata Rossa;
- Gurev, colonnello;
- Rodimcev Aleksandr Il'ič, generale, comandante della 13ª divisione della Guardia dell'Armata Rossa.

Altri ufficiali e soldati dell'Armata Rossa (personaggi inventati):
- Bel'skij, comandante di Stato maggiore;
- Vavilov, commissario politico della divisione di Rodimcev;
- Borisov, giovane colonnello;
- Berëzkin, maggiore, comandante di reggimento;
- Gluškov, mitragliere;
- Pivovarov, commissario;
- Podčufarov, comandante di battaglione;
- Dyrkin, comandante di battaglione;
- Movšovič, capitano. comandante di battaglione;
- Podčufarov, capitano, comandante di battaglione;
- Soškin. commissario;
- Bezdid'ko, mortaista;
- Batjuk, tenente colonnello, comandante della divisione;
- Chalimov, Sulejman, giovane uzbeco;
- Matsegura, artigliere;
- Šuklin, tenente;;
- Zajcev, Tokarev, Manžulja e Solodkij cecchini del bunker.

Ufficiali dell'esercito tedesco a Stalingrado realmente esistiti:
- Paulus, Friedrich Wilhelm Ernst, generale tedesco, comandante della 6ª Armata, si arrende ai sovietici al termine della battaglia di Stalingrado;
- Schmidt, Arthur, generale, capo di Stato Maggiore della 6ª Armata, si arrende con Paulus al termine della battaglia di Stalingrado;
- Adam, Wilhelm, colonnello, si arrende a Stalingrado con Paulus e Schmidt.

Altri ufficiali e soldati dell'esercito tedesco a Stalingrado (personaggi inventati):
- Bach, Peter, tenente;
- Krapp, ricognitore, in ospedale con Bach;
- Gerne, tenente, in ospedale con Bach;
- Fresser, tenente, in ospedale con Bach;
- Eisenaug, sottufficiale.
- Petenkoffer, soldato

Altri personaggi storici che compaiono nel libro:
- Stalin, compare una prima volta quando entra in una kommunalka a trovare un vecchio compagno e si stupisce dell'elenco delle telefonate appeso al muro, una seconda volta sapendo di avere in pugno Paulus, canta una filastrocca, un'ultima volta fa una telefonata al fisico Viktor Štrum;
- Adolf Hitler compare di persona una volta nel momento in cui passeggia in un bosco e si fa cogliere da paure infantili;
- Adolf Eichmann, Obersturmbannführer delle SS, incontra il suo compaesano Liss (personaggio del romanzo) e fa una ispezione a una camera a gas, dentro la quale è organizzato un rinfresco; comunica a Liss quanti milioni di ebrei i tedeschi avevano intenzione di uccidere.

## Poeti,  letterati e artisti citati
- Achmatova, Anna Andreevna, una delle più celebrate poetesse russe
- Annenskij, Innokentij, poeta
- Dante, che viene citato in questi termini: "[Šarogorodskij] sebbene apprezzasse Dante, non vi ritrovava la divinità della musica e della poesia russe."
- Nekrasov, Nikolaj Alekseevič poeta, di cui è citato il verso di una poesia «Saša pianse, quando tagliarono il bosco...»
- Fet (Afanasij Afanas'evič Fet)
- Puškin, scrittore poeta
- Tjutčev
- Tolstoj
- Turgenev
- Gogol’
- Leskov
- Belinskij
- Černyševskij
- Sar'jan, pittore
- Finist, scrittore di fiabe
- Blok, poeta
- Chlebnikov, poeta;
- Heine di cui è citato un verso della poesia Der asra
- France, Anatole
- Bagrickij, Ėduard Georgievič di cui è citata l'Elegia per Opanas
- Mandel'štam, poeta; citato più volte. Di lui sono riportati i seguenti versi:

Mi incalza alle spalle il secolo-cane lupo
ma non ho sangue di lupo nelle vene
- Babel’, scrittore
- Esenin di cui è citato il verso tratto dalla poesia L'uomo nero:

Alla finestra, solo, non aspetto nessuno, né ospiti, né amici
- Nikitin di cui è citato il verso della poesia Burlak "Compagno caro, devi averne viste parecchie anche tu, se piangi per una canzoncina allegra"
- Chodasevič, Vladislav, poeta di cui è riportata la poesia:

Passa un viandante, si regge a un bastone, non so perché, ma penso a te,
passa una carrozza, ha le ruote rosse,
non so perché, ma penso a te. Questa sera hanno acceso una luce in corridoio,
non so perché, ma penso a te.
Qualunque cosa accada, in terra, per mare

o in cielo, è a te che penso.
- Degen, Iosif di cui è citata una poesia:

Compagno, nell'agonia della morte
non chiamare nessuno in soccorso.
Lascia invece che al tuo sangue fumante
io scaldi un poco le mani.
E non piangere, bambino spaurito:
non sei ferito, t'han solo ammazzato.
Lascia, invece, a me i tuoi stivali

che ho ancora la guerra davanti.

## Musica in Vita e destino
Nel corso del romanzo sono citate: 
- La romanza scritta dal poeta russo Arsenij Arkad'evič Goleniščev-Kutuzov: "... dimenticato, solo..."; musicata da Musorgskij.
- Una romanza tratta da Sadko di Nikolaj Andreevič Rimskij-Korsakov, nella frase "sa benissimo che Sadko non mi ama".
- Il Dubbio di Michail Ivanovič Glinka.
- l'Eroica (Sinfonia n. 3 in mi bemolle maggiore Op. 55) di Beethoven.

## Critica
In una delle prime recensioni apparse dopo la sua pubblicazione integrale in Unione Sovietica nel 1988 uno dei più grandi critici letterari sovietici, Vladimir Lakshin ha scritto che leggere Vita e destino è come essere al centro di una folla immensa dentro un immenso tempio aperto, ascoltando l'eco di centinaia di conversazioni.
Vent'anni dopo Stephen Greenblatt, critico letterario e professore alla Harvard University, lo ha definito come il libro del ventesimo secolo che può essere considerato come lo stupendo erede di Guerra e pace. 

## Adattamenti
- Un adattamento di Vita e destino per il teatro è stato messo in scena con la regia di Lev Dodin. È stato rappresentato in prima nazionale al Piccolo Teatro Studio di Milano dal 12 al 16 febbraio 2008 e successivamente, sempre al Piccolo Teatro di Milano il 24 e 25 ottobre 2011). Tra gli attori (russi): Elena Solomonova, Sergej Kuryšev e Tat'jana Šestakova.
- È stata girata in Russia una serie TV da Vita e destino da parte del regista Sergej Ursuljak. La prima puntata è stata trasmessa in Russia il 14 ottobre 2012 sul canale televisivo Rossija 1 ed ha avuto un grande successo. Le riprese della serie si sono svolte a Mosca e Yaroslavl[18]. Nel 2013 la serie ha vinto il Magnolia Award al Festival Internazionale di Shanghai sia come migliore sceneggiatura (di Eduard Volodarskij) sia come migliore film per la TV[19].
- Un adattamento per la radio in lingua inglese di Vita e destino è stato trasmesso dalla BBC Radio 4 dal 18 al 25 settembre 2011. Tradotto da Robert Chandler e adattato da Jonathan Myerson and Mike Walker, il programma, diviso in puntate per un totale di 8 ore ha visto protagoniste le voci di Kenneth Branagh, David Tennant, Janet Suzman, Greta Scacchi and Harriet Walter. Dopo la messa in onda dell'adattamento radiofonico il libro è arrivato al primo posto nella lista dei libri più venduti in Gran Bretagna[20]

- Nel settembre del 2020 la casa editrice Emons ha prodotto e pubblicato l'audiolibro integrale di Vita e destino, letto da Tommaso Ragno e con la regia di Flavia Gentili. L'audiolibro ha una durata 40 ore e 54 minuti.[21]

## Curiosità
- L'allenatore di calcio Francesco Guidolin in un'intervista ha affermato: "Ho appena finito di leggere Vita e destino di Vasilij Grossman: straordinario, il più bel libro della mia vita"[22].
- Per Mattia Feltri è "uno dei massimi capolavori del Novecento"[23].
- Nel romanzo è citato un prodotto italiano: il Cognac Tre Valletti. Si tratta di un cognac di 43 gradi alcolici, prodotto dalla distilleria bolognese Luigi Sarti & Figli S.A., fondata nel 1885. Nel 1943 la fabbrica, che sorgeva nelle vicinanze della stazione di Bologna, andò distrutta durante un bombardamento. Nel 1947 fu ricostruita e riprese l'attività producendo, ad esempio, il Biancosarti. Alla fine fu ceduta alla Campari.

«Guardate qua, camerati» disse Fresser. Agile come un prestigiatore, tirò fuori da sotto il cuscino una bottiglia da un litro di cognac italiano Tre Valletti. Gerne fece uno strano suono con la gola; solo un vero ubriacone, un ubriacone di campagna per di più, poteva guardare una bottiglia a quel modo»

## Edizioni italiane
- Vita e destino, traduzione di Cristina Bongiorno, Collana Arte & pensiero, Jaca Book, Milano, 1984. [testo incompleto tradotto da un'edizione francese]
- Vita e destino, traduzione di Claudia Zonghetti, Collana Biblioteca n.534, Adelphi, Milano, 2008, ISBN 978-88-459-2340-1; Collana Gli Adelphi n.430, Adelphi, 2013, ISBN 978-88-459-2780-5. [traduzione integrale condotta sull'edizione definitiva apparsa in Russia]
- Vita e destino, traduzione di Claudia Zonghetti, nuova ed. ampliata, Collana Gli Adelphi n.430, Milano, Adelphi, 2022, ISBN 978-88-459-3690-6.